# USS Columbus (CG-12)
O USS Columbus foi um cruzador operado pela Marinha dos Estados Unidos. Sua construção começou em junho de 1943 nos estaleiros da Bethlehem Shipbuilding e foi lançado ao mar em novembro de 1944, sendo comissionado na frota norte-americana em junho do ano seguinte. Ele foi inicialmente construído como o sétimo cruzador pesado da Classe Baltimore e armado com uma variedade de canhões, mas posteriormente foi convertido no terceiro e último cruzador de mísseis guiados da Classe Albany e equipado com diferentes tipos de lançadores de mísseis.
O Columbus entrou em serviço muito tarde para atuar na Segunda Guerra Mundial. Teve uma relativamente tranquila e atuou tanto Oceano Pacífico quanto no Oceano Atlântico, passando a maior parte de seu tempo realizando exercícios de rotina. Também fez viagens de serviço para o Sudeste Asiático e Mar Mediterrâneo. Foi descomissionado em maio de 1959 e convertido em um cruzador de mísseis guiados, retornando ao serviço em dezembro de 1962. Continuou servindo sem grandes incidentes até ser descomissionado de novo em janeiro de 1975 e desmontado.